# Simabarai várkastély
A simabarai várkastély a Japán Nagaszaki prefektúrájában található Simabara egyik építészeti emléke. Jelentős turisztikai látnivaló, évente 200–300 000 ember látogatja.

## Története
Az építményt, amely 1618-tól kezdve, 4–7 éven át épült az itt álló Moritake nevű kis domb helyén, Macukura Sigemasza építtette. Ezután mintegy 250 éven át 4 család 19 nemzedékének lakóvára volt, ezalatt pedig számos monogatari is keletkezett vele kapcsolatban. A Meidzsi-restauráció idején azonban szinte teljesen lebontották, csak kőfalak és árkok maradtak belőle. Később központjában szántóföldet létesítettek, a terület külső sávjában pedig iskolákat nyitottak. A helyi emberek, akiknek szívéhez annyira hozzánőtt az egykori vár, kezdeményezték az újjáépítést, amelyre az 1960-as években került sor: 1960-ban először a nyugati torony, majd 1964-ben a központi rész épült újjá régi írásos feljegyzések és képek alapján. Ugyanekkor egy olyan kiállítást is berendeztek benne, ahol régi (például a korai japán kereszténységgel és népszokásokkal kapcsolatos) dokumentumok voltak megtekinthetők. 1972-ben a délkeleti tornyot is újjáépítették, ahol a kulturális érdeméremmel kitüntetett Kitamura Szeibó szobrászművész alkotásait mutatják be. 1996-ban újabb kiállítás nyílt az épületben, itt változatos témák mellett például az Unzen vulkán kitörésével kapcsolatos anyagokat is bemutatnak.

## Leírás
A nagyszabású, az Azucsi–Momojama-kor várépítési stílusát tükröző várkastély központjában egy ötszintes, 35 méter magas toronyszerű rész található, körülötte a legfontosabb pontokon más kisebb-nagyobb tornyok emelkednek (eredetileg 16 darab volt belőlük). A délkeleti torony három szintes, és a várárokhoz képest 15 méter magasságban található, lőréseket tartalmazó, cseréptetősávval fedett, fehér kerítésfallal van védve. A központi torony északi szomszédságában levő másodlagos elkerített részhez egy folyosóhíd vezetett, az északi oldalon pedig egy harmadlagos terület is volt, csakúgy, mint egy palota. Az enyhe ívet leíró, közel merőlegesen álló külső fal 13 helyen „beugrik”: ez a felépítés többek között a védelmet segítette. A fal kelet–nyugati kiterjedése 360, észak–déli kiterjedése 1260 méter. Belül a magasabb, kívül az alacsonyabb rangú szamurájok házai álltak. A 3900 méter összhosszúságú várárokban ma tavasszal szibériai nőszirom, nyáron lótusz virágzik.

## Képek

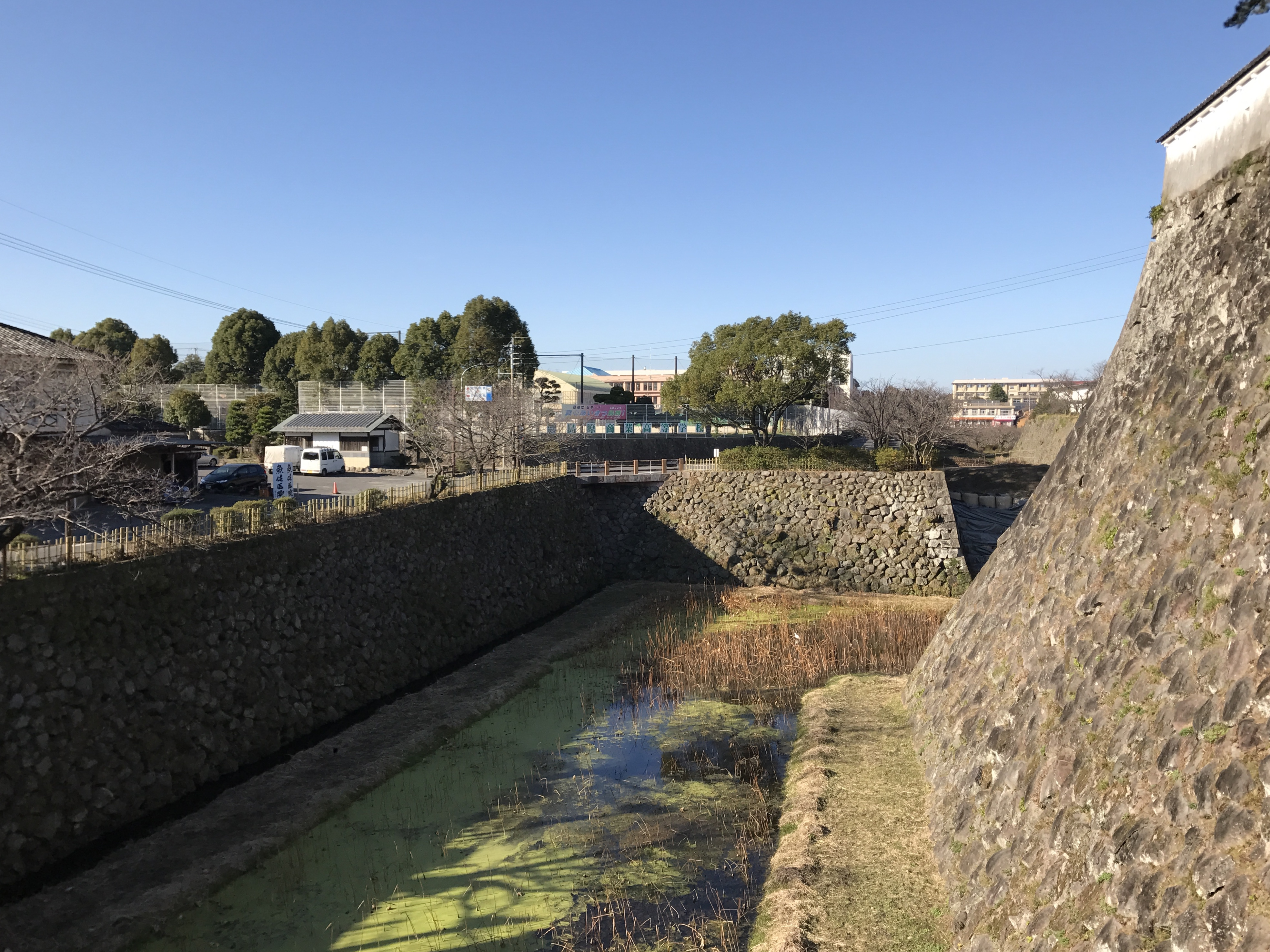
A nyugati várárok
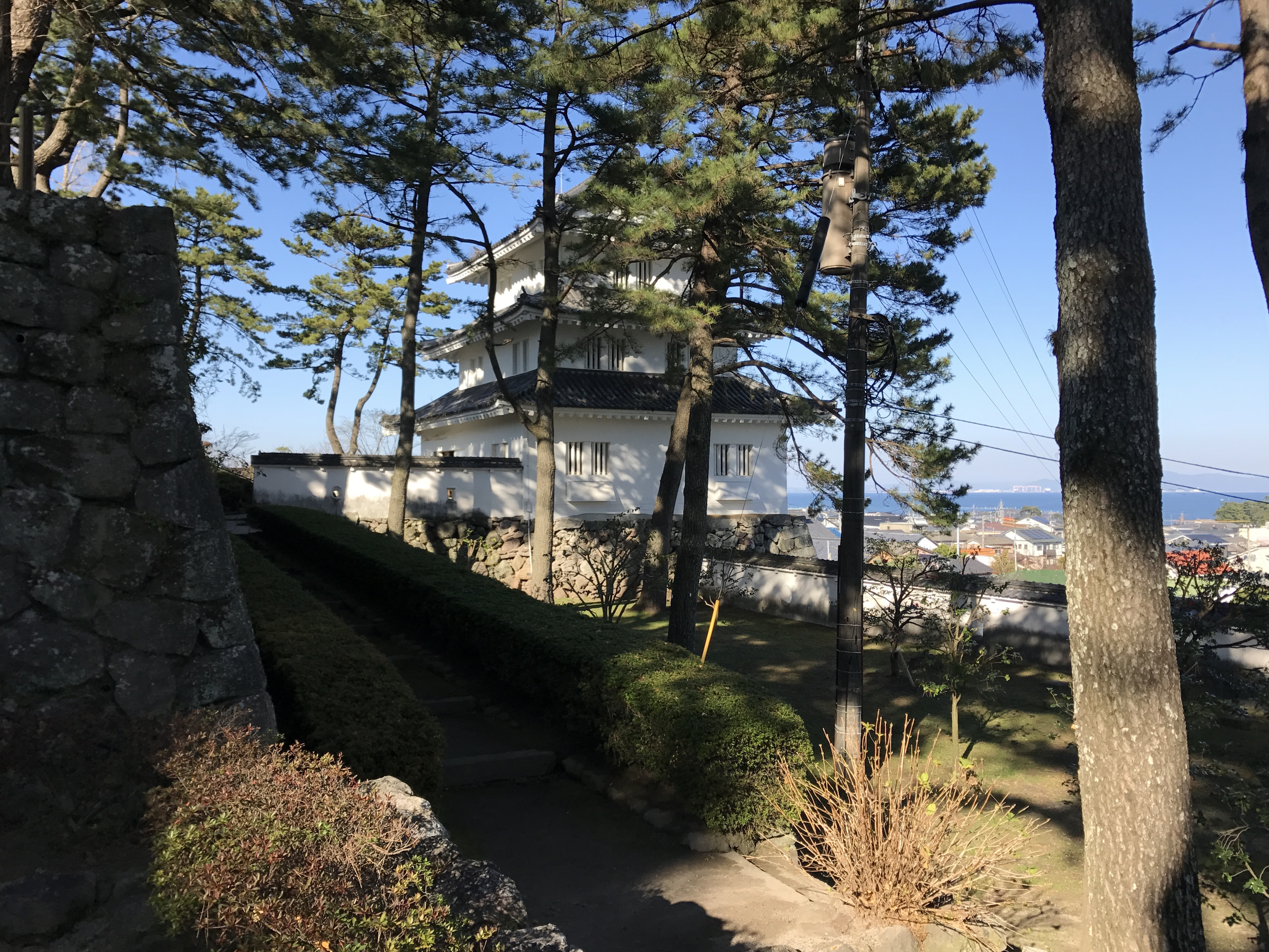
Egy kőfal és az északkeleti torony
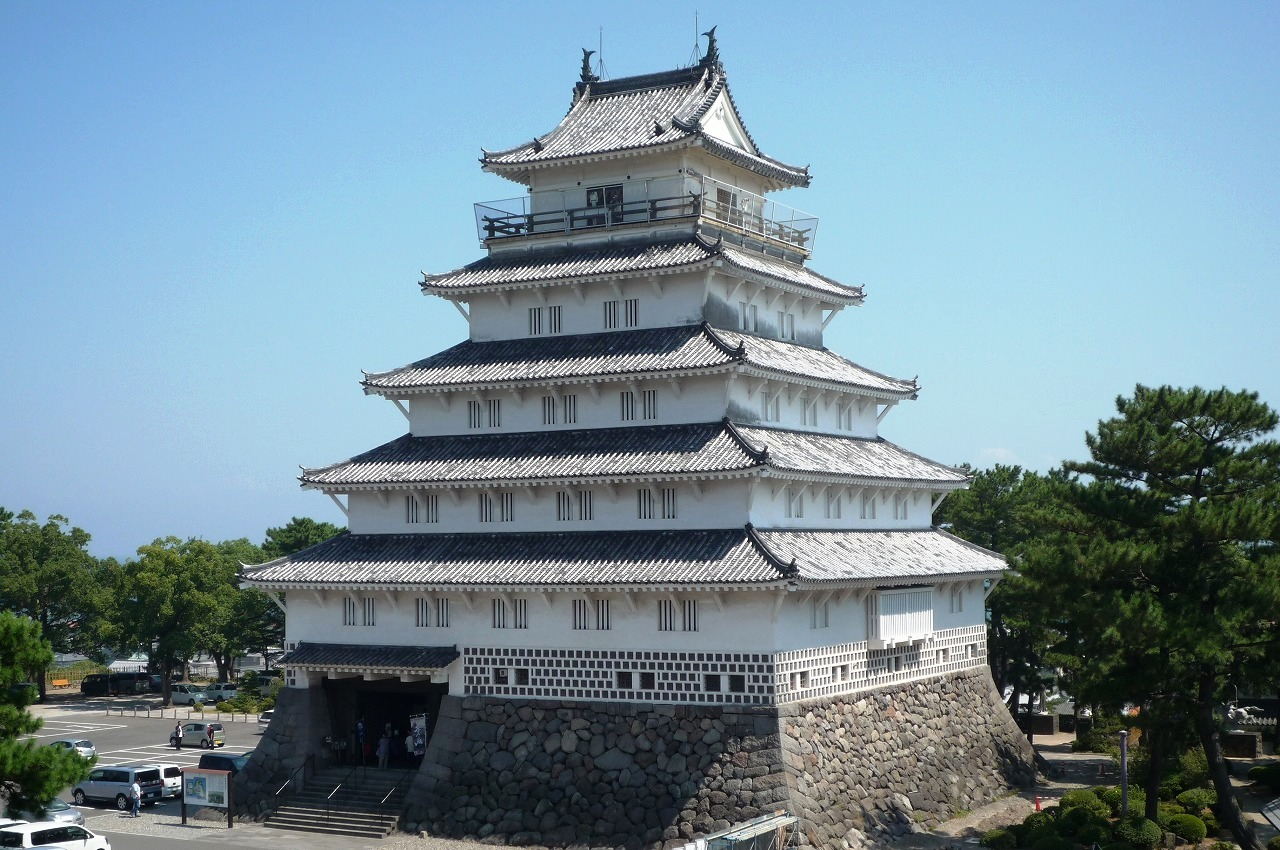
A központi torony
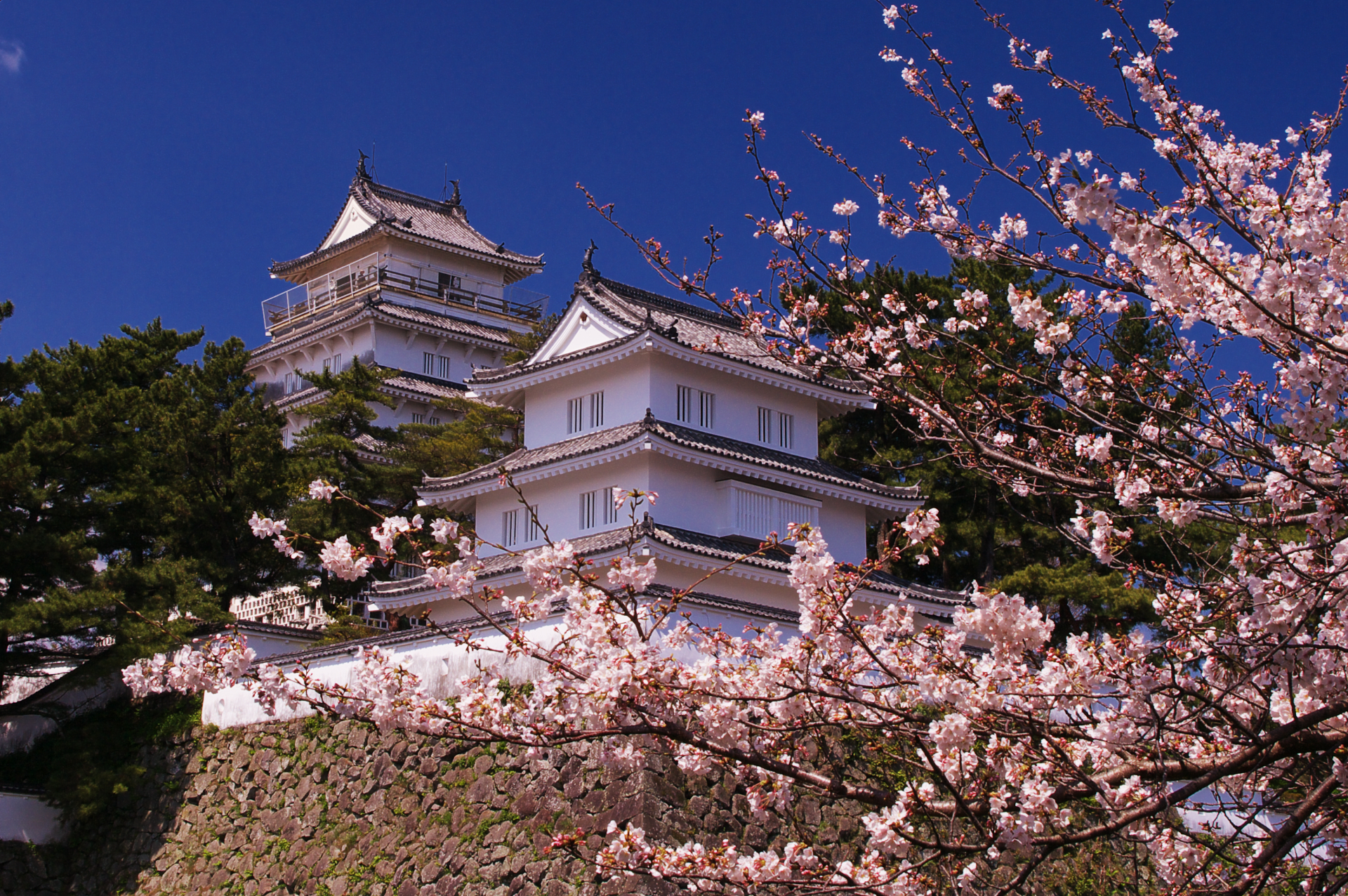
Cseresznyevirágzáskor